# Arthur Amiaud
Pour les articles ayant des titres homophones, voir Amiot et Amyot.
Arthur Amiaud est un épigraphiste et assyriologue français né le 28 janvier 1849 à Villefagnan dans le département de la Charente et mort à Paris le 22 mai 1889. Il participe de façon importante aux débuts de l'assyriologie en France.

## Biographie
Arthur Amiaud est né le 28 janvier 1849 à Villefagnan, dans le département de la Charente. Après des études de droit et l'obtention d'une licence de lettres, il se tourne vers l'étude des langues sémitiques, en particulier le syriaque.
Il obtient en 1880 le diplôme de l'École pratique des hautes études avec une thèse consacrée à la légende de saint Alexis.
Il commence sa carrière en 1880 comme maître de conférences en syriaque à l'École des lettres d'Alger. Il se consacre de plus en plus à l'assyrien et revient en 1881 à Paris, comme maître de conférences d'assyriologie à l'École pratique des hautes études. Il est le premier à occuper ce poste. Il y enseigne la grammaire assyrienne et y étudie des inscriptions, dont l'Épopée de Gilgamesh. Il est promu directeur adjoint de l'École pratique des hautes études en 1888. En sus de ses livres, ses travaux sont publiés dans différentes revues françaises et étrangères, la Zeitschrift für Assyriologie, la Revue critique, la Revue d'assyriologie et d'archéologie orientale, le Babylonian and Oriental Record.
Arthur Amiaud meurt à Paris le 22 mai 1889. Selon Émile Chatelain, « il mit fin à ses jours par un coup de folie ». Il est enterré à Villefagnan.

Malgré la brieveté de son enseignement, Arthur Amiaud joue un rôle important dans les débuts de l'assyriologie française. Parmi ses élèves à l'École pratique des hautes études figurent notamment Alfred Loisy, Lucien Méchineau et Jean-Vincent Scheil. Sa chaire d'assyriologie à l'École pratique des hautes études reste vacante quelques années avant la nomination de Jean-Vincent Scheil en 1895.

Livres publiés par Arthur Amiaud
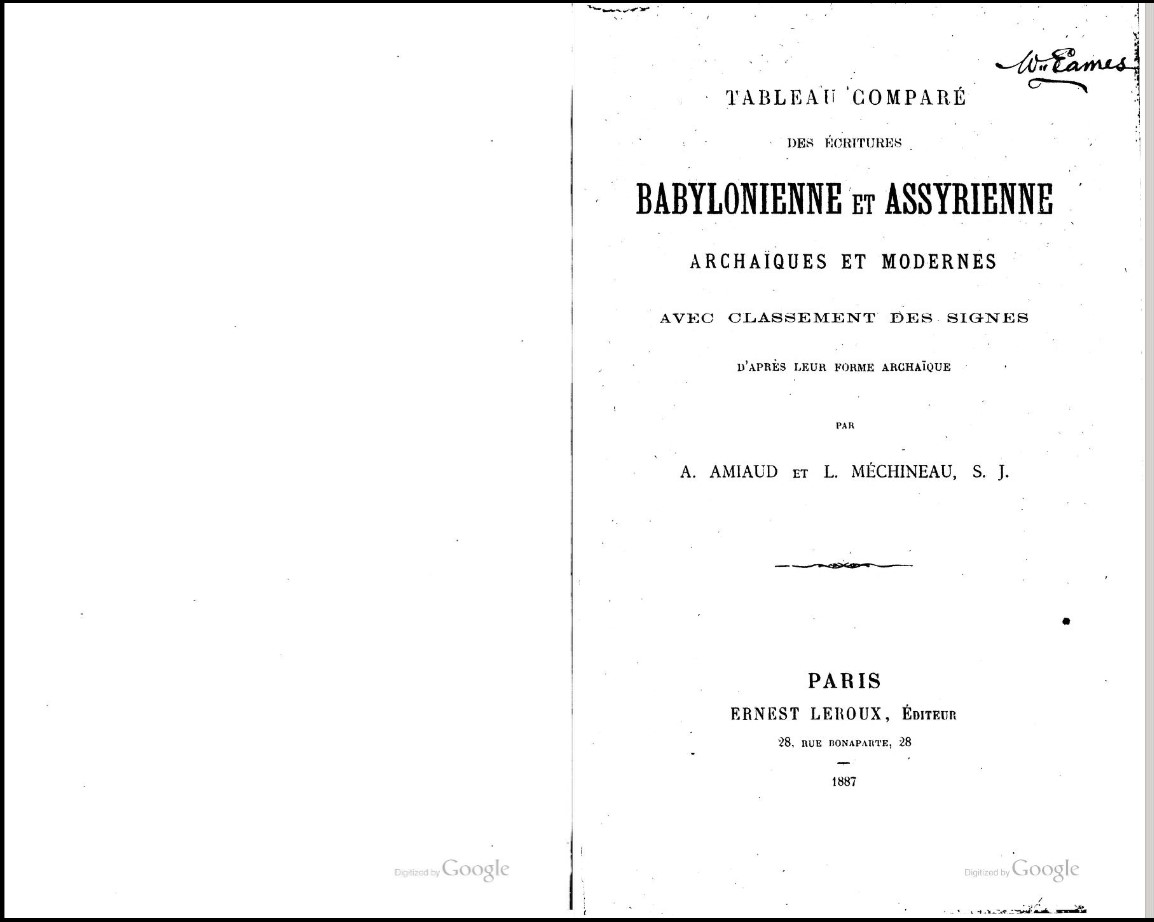
Tableau comparé des écritures babylonienne et assyrienne, 1887
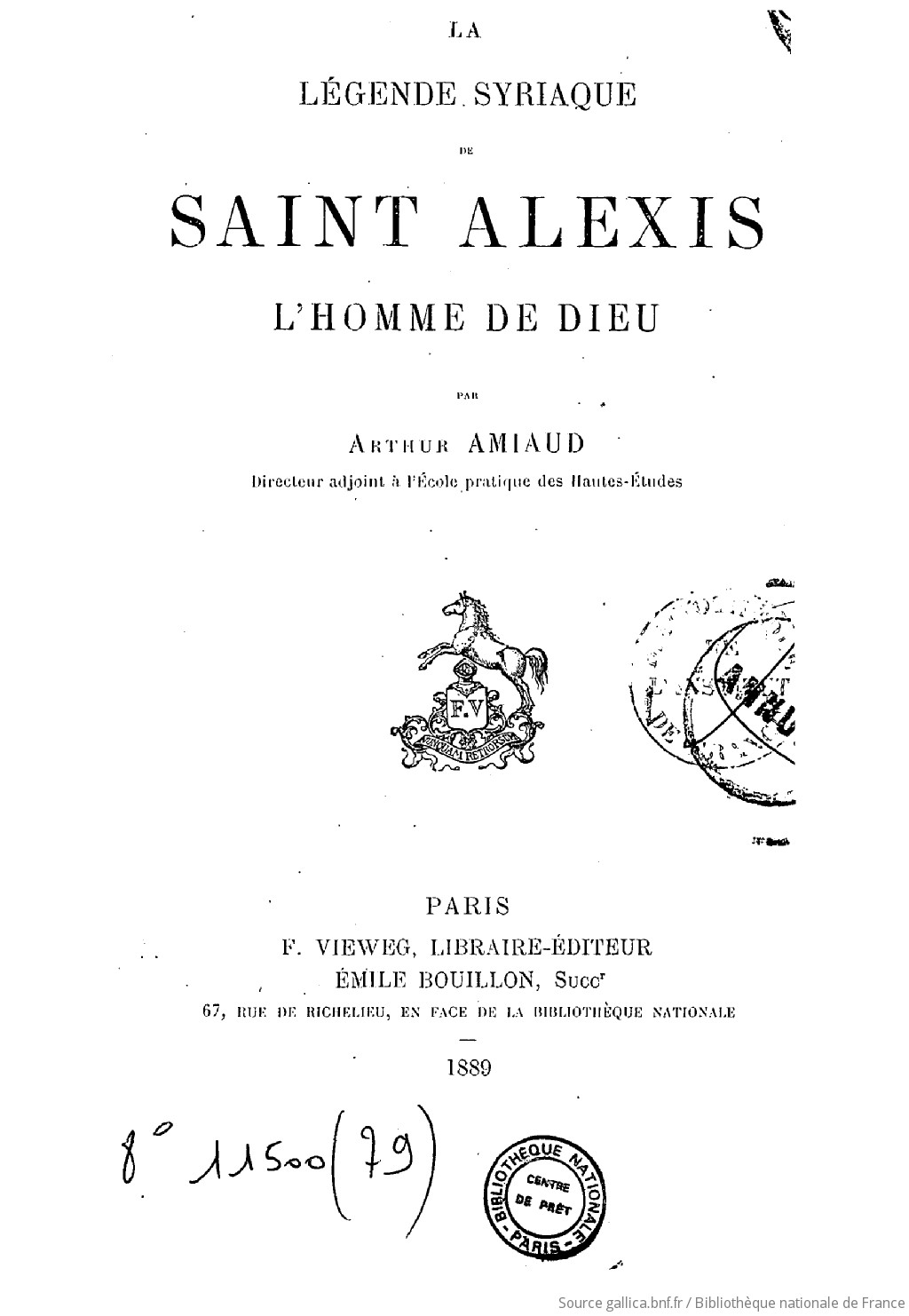
La légende syriaque de saint Alexis, 1889
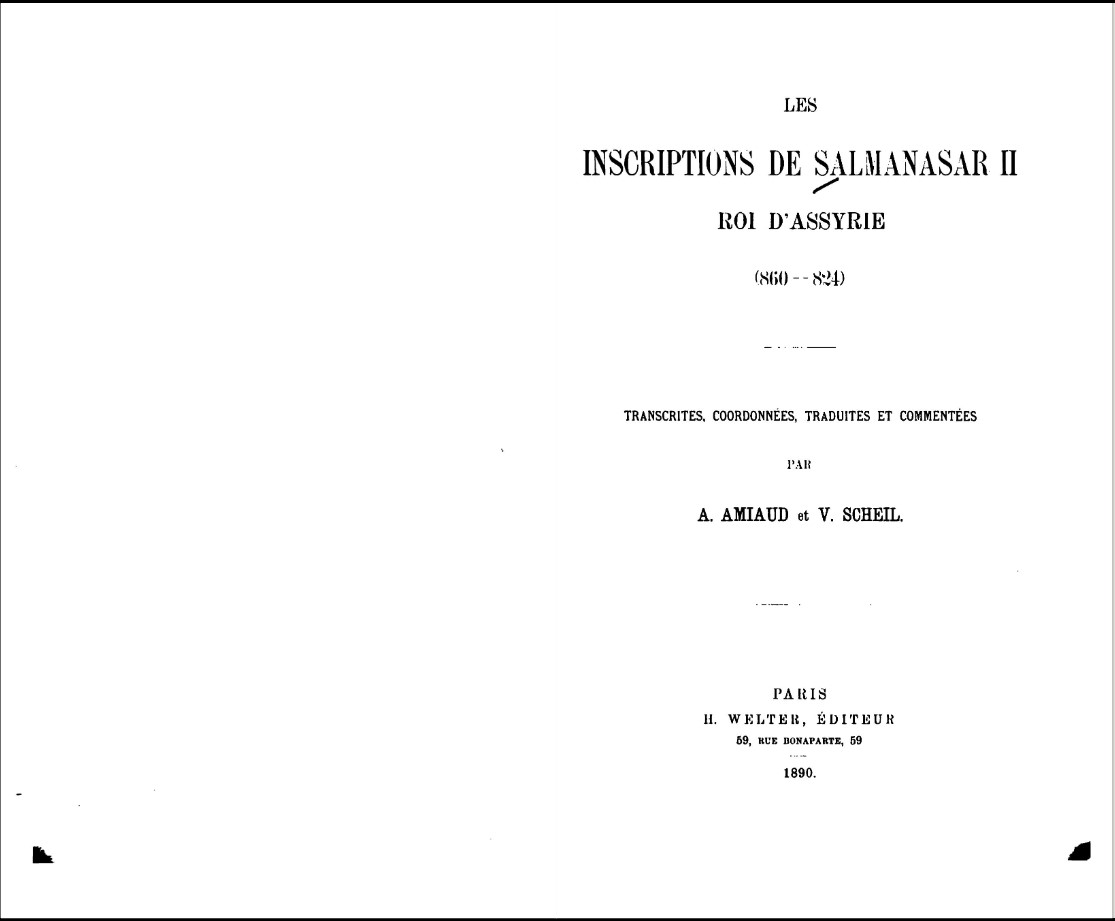
Les inscriptions de Salmanasar II roi d'Assyrie (860-824), 1890

## Principales publications
- Arthur Amiaud, Matériaux pour le dictionnaire assyrien, 1881[4].
- Arthur Amiaud et Lucien Méchineau, Tableau comparé des écritures babylonienne et assyrienne, archaïques et modernes : avec classement des signes d'après leur forme archaïque, Paris, Ernest Leroux, 1887 (réimpr. 1902), 148 p. (lire en ligne)[9].
- Arthur Amiaud, Les nombres ordinaux en assyrien, 1889[4].
- Arthur Amiaud, La légende syriaque de saint Alexis, l'homme de Dieu, Paris, Emille Bouillon, coll. « Bibliothèque de l'Ecole des Hautes Etudes / Sciences philologiques et historiques » (no 79), 1889, 188 p. (lire en ligne)[8],[10].
- Arthur Amiaud et Vincent Scheil, Les inscriptions de Salmanasar II roi d'Assyrie (860-824 av. J.-C.), transcrites, coordonnées, traduites et commentées, Paris, H. Welter, 1890, 120 p. (lire en ligne)[11].